# جروباريلو
جروباريلو (بالإيطالية: Gropparello)‏ هي بلدية في مقاطعة بياتشنزا في إقليم إميليا رومانيا الإيطالي.

## السكان
في سنة 1861 بلغ عدد السكان 4٬186 نسمة، وتطور العدد ليصل في سنة 2011 لـ 2٬324 نسمة.
يظهر هذا المخطط البياني تطور النمو السكاني لـ جروباريلو